# Nedre Fisklössjön
Nedre Fisklössjön är en sjö i Krokoms kommun i Jämtland och ingår i Indalsälvens huvudavrinningsområde. Sjön har en area på 0,918 kvadratkilometer och ligger 637,3 meter över havet. Sjön avvattnas av vattendraget Fisklösån.

## Delavrinningsområde
Nedre Fisklössjön ingår i det delavrinningsområde (708272-139620) som SMHI kallar för Utloppet av Nedre Fisklössjön. Medelhöjden är 702 meter över havet och ytan är 6,59 kvadratkilometer. Räknas de 11 avrinningsområdena uppströms in blir den ackumulerade arean 53,25 kvadratkilometer. Fisklösån som avvattnar avrinningsområdet har biflödesordning 4, vilket innebär att vattnet flödar genom totalt 4 vattendrag innan det når havet efter 297 kilometer. Avrinningsområdet består mestadels av skog (70 procent) och kalfjäll (16 procent). Avrinningsområdet har 0,91 kvadratkilometer vattenytor vilket ger det en sjöprocent på 13,8 procent.